# Ángela María Téllez-Girón y Duque de Estrada
Ángela María Téllez-Girón y Duque de Estrada (Màlaga, 7 de febrer del 1925 - Sevilla, 2015) va ser una aristòcrata espanyola que ostentà el títol de duquessa d'Osuna i un seguit de títols més que la convertí en una de les aristòcrates espanyoles més importants del segle xx.
Va néixer a Màlaga el 7 de febrer de 1925. Era filla de Mariano Téllez-Girón y Fernández de Córdoba, XV duc d'Osuna, i de Petra Duque de Estrada y Moreno de la Serna, que era filla dels marquesos de Villapanés.
Va heretar el 1931 el ducat d'Osuna. A banda, va ostentar també els ducats de Gandia, Medina de Rioseco i Uceda, i els comtats d'Oropesa i Peñaranda de Bracamonte. Al llarg de la seva vida sempre va mantenir una activa vida social, organitzant diferents esdeveniments al seu palau amb convidats com Joan de Borbó, tot i que sempre va caracteritzar-se per la discreció davant dels mitjans de comunicació.
Es va casar vegades i va tenir quatre filles. Primer va contraure matrimoni amb Pedro de Solís-Beaumont y Lassó de la Vega, amb qui va tenir les seves dues primeres filles, Ángela, hereva del ducat d'Osuna, i Gracia, duquessa de Plasencia. En enviudar el 1959, es va casar el 1963 amb José María de Latorre y Montalvo, marquès de Montemuzo, amb qui va tenir les altres dues filles, Pilar i Asunción, duquesses d'Uceda i de Medina de Rioseco, respectivament.
Durant els gairebé vuitanta anys que ostentà la Casa d'Osuna es vengueren els darrers latifundis de la família a Còrdova i Ciudad Real. Encara ara són posseïdors d'un patrimoni artístic rellevant.
Va morir el 29 de maig de 2015 a causa d'una parada cardíaca.